# Die achte Todsünde
Die achte Todsünde ist eine Kriminalfilmreihe der ARD, die von 2001 bis 2003 ausgestrahlt wurde. Das Drehbuch und die Idee stammt von Dieter Meichsner, Hauptschauplatz der Reihe ist Gesamt-Europa. In der ersten Episode ist Maria Furtwängler in der Rolle der Katja Schütte als Hauptdarstellerin zu sehen, in der zweiten, welche das Mehrwertsteuerkarussell thematisiert, wurde Susanne Lothar als Marion Hansen in der Hauptrolle besetzt.
Unter dem Titel Die achte Todsünde – Dreharbeiten zu einem Fernsehfilm wurde am 10. Mai 2001 – noch vor Erstausstrahlung der ersten Episode – zu dem ersten Film Gespensterjagd ein Making-of im deutschen Fernsehen gesendet.

## Episodenliste
| Nr. | Originaltitel     | Erstausstrahlung | Regie         | Drehbuch         |
| --- | ----------------- | ---------------- | ------------- | ---------------- |
| 1   | Gespensterjagd    | 13. Juni 2001    | Stephan Meyer | Dieter Meichsner |
| 2   | Toskana-Karussell | 2. Apr. 2003     | Peter Patzak  | Dieter Meichsner |